# Ukrajinska nacionalna zveza
Ukrajinska nacionalna zveza (ukrajinsko Український Національний Союз, latinizirano: Ukrajins'kyj Nacional'nyj Sojuz), okrajšano UNZ, je ukrajinska desničarska politična stranka. Gibanje je sodelovalo v protestnem gibanju Evromajdan, ki je vodilo k odstavitvi Viktorja Janukoviča leta 2014.

## Zgodovina
Paravojaška in ultradesničarska skupina je nastala decembra 2009.
V boju proti političnim nasprotnikom se je posluževala fizičnega nasilja. Oblasti so se namreč bale njene moči in dejstva, da so uporabljali proti nasprotnikom vsa sredstva.  Policija je po celi državi skušala zatreti UNZ, pri tem je bilo aretiranih skoraj 100 njenih pripadnikov.
Prvi vodja stranke je bil Oleg Goltvjanski (Prijeli so ga 24. maja 2012 v Harkovu). Vitalij Krivošejev je leta 2012 uradno postal novi voditelj UNZ. Skupina se je v politično stranko preoblikovala 27. aprila 2013.
Ukrajinska nacionalna zveza je aktivno sodelovala na Evromajdanu.
Leta 2015 je med vojno v Donbasu iz nekaterih članov UNZ nastal Bataljon Pečersk, ki je bil istega leta tudi razpuščen.
Na predčasnih volitvah 2020 stranka ni dosegla parlamenta. Trenutno ima dva člana v Ljubotinski radi.

### Ideologija
Glavni cilj gibanja je bil ustvariti Veliko Ukrajino. UNZ načeloma ne pristaja na opredeljevanje stranke na levo-desnem političnem spektru.